# Maculinea kijevensis
Maculinea kijevensis är en fjärilsart som beskrevs av Leo Andrejewitsch Sheljuzhko 1928. Maculinea kijevensis ingår i släktet Maculinea och familjen juvelvingar. Inga underarter finns listade i Catalogue of Life.